# 白鴿巢總站
白鴿巢總站（葡萄牙語：Jardim Camões / Terminal），位於澳門花王堂區的一個總站，位於白鴿巢前地。新福利17路線以本站為總站，17T路線停靠本站。
白鴿巢前地（葡萄牙語：Praça Luís Camões），位於澳門花王堂區的一個中途站，位於白鴿巢前地。澳巴8A、18、18A、18B、19路線，新福利26路線停靠本站。

## 歷史

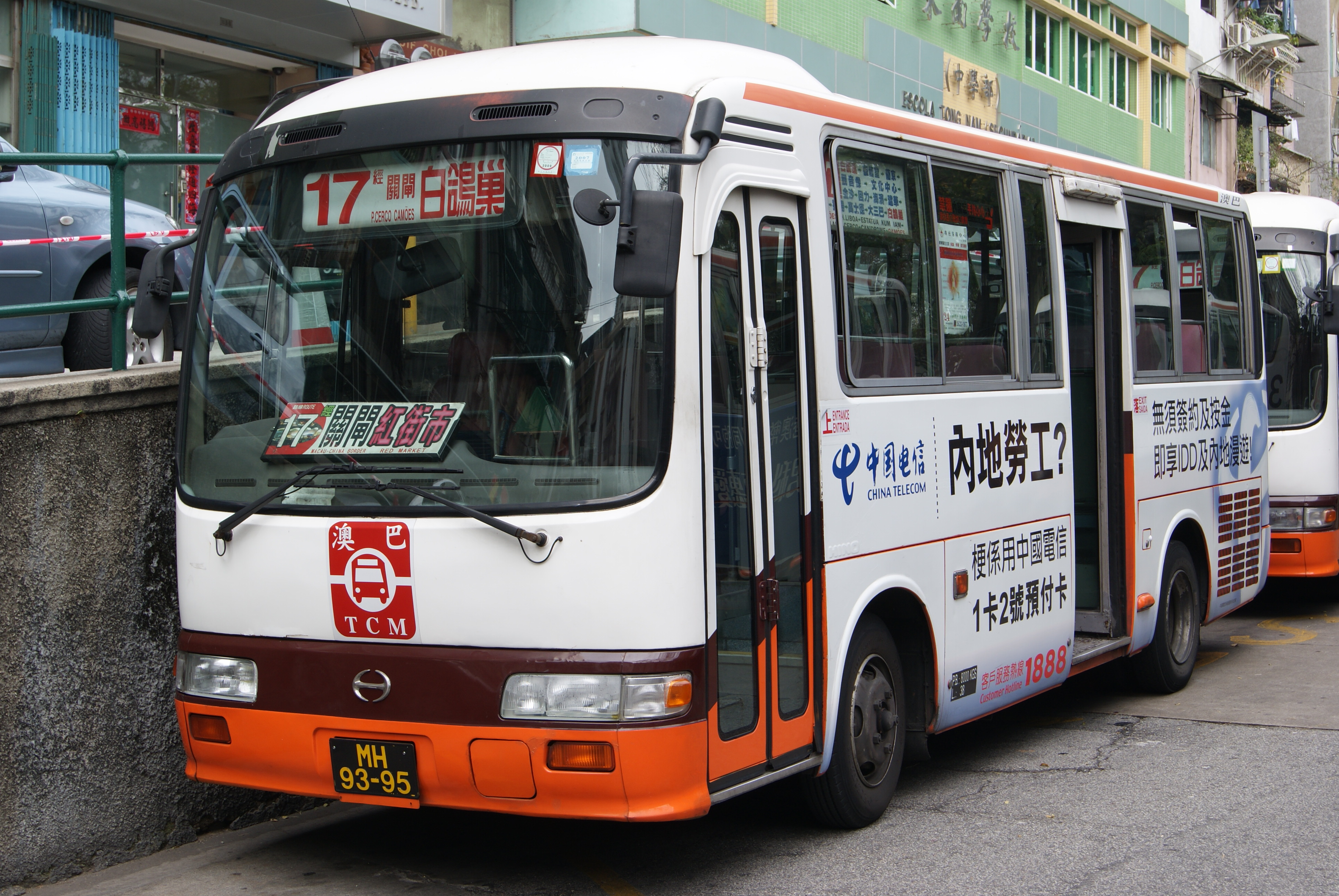
未重整前的白鴿巢總站
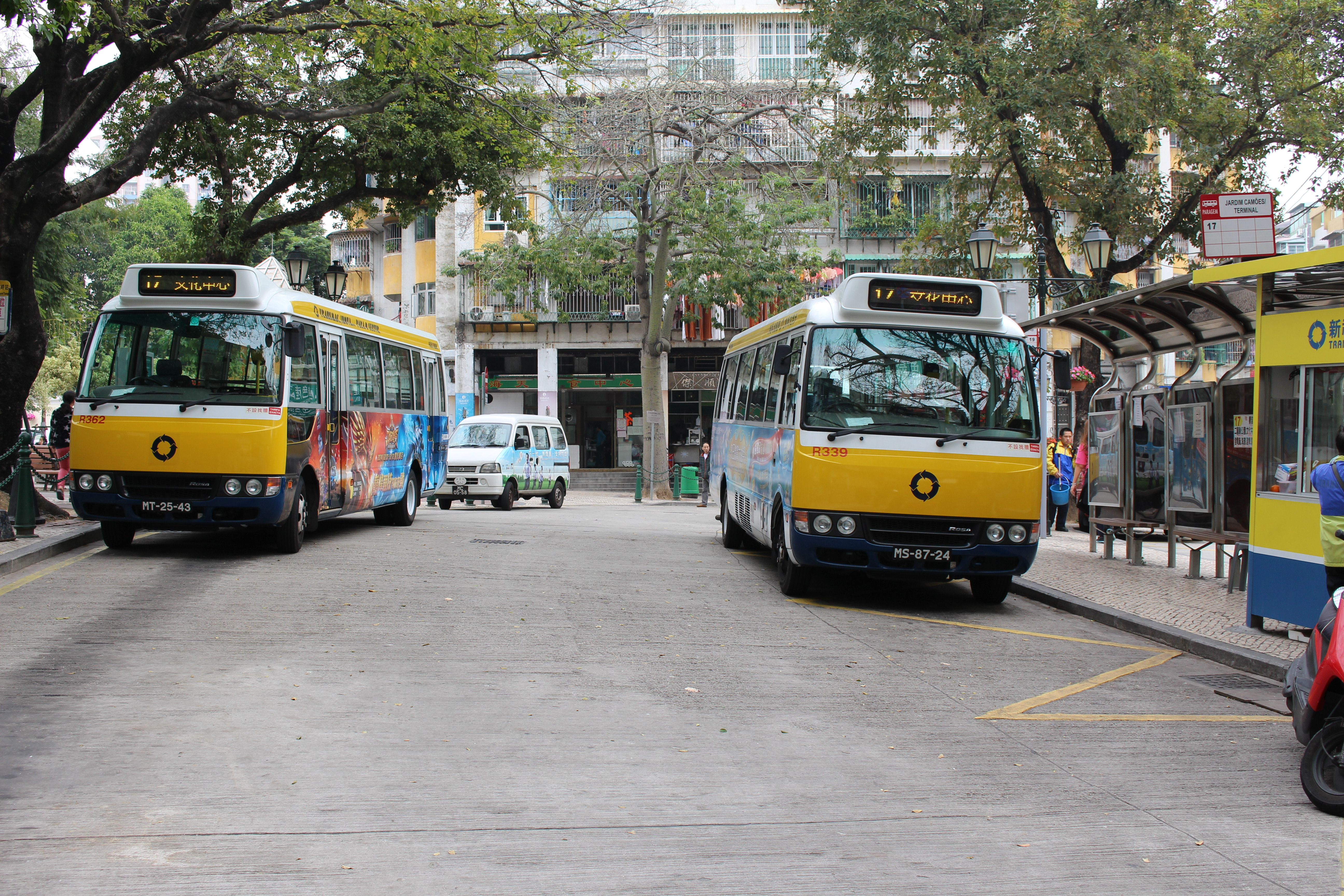
重整後的白鴿巢總站

## 設施
- 新福利站長室。

## 各車道安排
| 白鴿巢前地、白鴿巢公園                             |                                             |                                                     |
| ← 白鴿巢總站                                       | 17路線 17T路線                              | 宋玉生廣場 關閘（關閘總站）                         |
| 候車亭（白鴿巢總站） 行人路 候車亭（白鴿巢前地站） |                                             |                                                     |
| → 白鴿巢前地                                       | 8A路線 18路線 18A路線 18B路線 19路線 26路線 | 工業園街 牧場街 東方明珠 永定街 永寧廣場 筷子基北灣 |

## 路線資料

### 終點站路線資料
| 新福利 | 17 | 白鴿巢 | ↺ 宋玉生廣場 | - 連勝馬路（鏡湖醫院、義字街） - 聖心學校 - 美副將大馬路（觀音堂、鮑思高） - 二龍喉公園 - 得勝馬路（陳瑞祺中學、粵華中學） - 山頂醫院及加思欄 - 南光大廈 |

### 中途站路線資料
| 新福利 | 17T | ↺ 新勝街 | 關閘 關閘總站 | - 鏡湖醫院 | 中港澳假期期間提供服務 |

| 澳巴   | 8A  | ↺ 亞馬喇前地                 | 工業園街   | - 鏡湖醫院 - 永樂戲院 - 紅街市 - 沙梨頭南街（運順新邨、Donki） - 筷子基北灣 - 青茂口岸及青蔥大廈                            |
| 澳巴   | 18  | 媽閣 輕軌媽閣站 媽閣交通樞紐 | 牧場街     | - 鏡湖醫院 - 連勝馬路及俾利喇街 - 美副將（觀音堂、鮑思高） - 電力公司 - 黑沙環（南澳、建華） - 祐漢（永華街、馬場海邊馬路） |
| 澳巴   | 18A | ↺ 新馬路                     | 東方明珠   | - 鏡湖醫院 - 永樂戲院 - 渡船街及俾利喇街（義字街） - 澳廣視 - 慕拉士 - 黑沙環（海濱、中葡職中、黑沙環衛生中心）             |
| 澳巴   | 18B | 媽閣 輕軌媽閣站 媽閣交通樞紐 | 永定街     | - 鏡湖醫院 - 連勝馬路（義字街） - 聖心學校 - 美副將（觀音堂、鮑思高） - 電力公司 - 黑沙環（南澳、建華） - 祐漢（永華街）    |
| 澳巴   | 19  | ↺ 新馬路                     | 永寧廣場   | - 鏡湖醫院 - 連勝馬路（義字街） - 聖心學校 - 澳廣視 - 黑沙環（龍園） - 祐漢（勝意樓、中心街）                               |
| 新福利 | 26  | ↺ 路環市區                   | 筷子基北灣 | - 鏡湖醫院 - 永樂戲院 - 紅街市 - 沙梨頭南街（運順新邨、Donki）                                                              |

## 爭議
- 站台過窄，不少司機希望停泊在佳景樂園。
- 三巴坊會會長一直希望當局增設前往關閘及港澳碼頭的直達巴士路線。
- 由2021年1月中起，17路線改用中巴行走，在行駛的部分路段道路空間始終有限，非常講求車長的駕駛技術，加上在白鴿巢總站開出時由於車型問題，需要佔據對面車道，逆駛少許才能成功出站，稍不留神，易出意外。[1]

## 外部連結
- 新福利官方網站 （繁體中文） （页面存档备份，存于）
- 澳巴官方網站 （繁體中文） （页面存档备份，存于）